# Henri Gougaud
Pour les articles homonymes, voir Gougaud.
Henri (Noël) Gougaud, né le 7 juillet 1936  à Villemoustaussou et mort le 6 mai 2024 à Paris, est un écrivain, un poète, un conteur et un chanteur français et occitan,.

## Biographie
Henri Gougaud naît en 1936 à Villemoustaussou dans l’Aude, de Pierre Gougaud, cheminot, né à Brenac en 1912, et de Joséphine Étiennette, institutrice, née à Espéraza en 1913, domiciliés à Joucou.
Henri Gougaud prépare une licence de lettres à Toulouse et épouse Monique Louise Léone Denjean le 20 juillet 1957 à Carcassonne. En 1962, il part pour Paris, où six mois plus tard il est engagé au cabaret La Colombe et y chante ses propres textes. Parolier de Juliette Gréco, Jean Ferrat et Marc Ogeret, il est producteur de radio, romancier et conteur, et dirige les collections La Mémoire des sources et Contes des sages aux éditions du Seuil.

## Militantisme
Le 11 avril 1971, à Bourg-Madame, une manifestation non-violente accueille à la frontière espagnole une marche partie de Genève pour soutenir l'objecteur de conscience Pepe Beúnza (ca) emprisonné en Espagne. Les marcheurs espagnols sont arrêtés sitôt la frontière franchie. Les deux cent cinquante autres militants d’une dizaine de nationalités, sont bloqués par les douaniers espagnols. Des chanteurs, parmi lesquels Henri Gougaud, Évariste et Claude Martí, accompagnent la manifestation, dispersée « férocement » par la police franquiste, selon Midi libre.

## Radio
Venu présenter son livre Démons et merveilles de la science-fiction à l'animateur de radio Claude Villers, il devient en 1973 conteur dans l'émission Marche ou rêve à France Inter, puis producteur de ses propres émissions sur la même chaîne de radio : Le Grand Parler, Ici l'ombre, Tout finit par être vrai.
Durant les étés 2016 et 2017, il présente sur RTL, aux côtés de Jacques Pradel, l'émission Les Aventuriers de l'inconnu consacrée aux phénomènes surnaturels, esprits, fantômes, OVNI…

## Œuvre

### Romans
- 1977 : Départements et Territoires d'outre-mort, nouvelle, Julliard, puis Seuil, 1991.

Prix Goncourt de la nouvelle.
- 1978 : Le Grand Partir, Seuil.

Prix de l'Humour noir.
- 1980 : Le Trouveur de feu, Seuil.

Prix Roland de Jouvenel 1981 de l'Académie française.
- 1982 : Bélibaste, Seuil.
- 1984 : L’Inquisiteur, Seuil.
- 1986 : Le Fils de l'ogre, Seuil.
- 1989 : L’Homme à la vie inexplicable, Seuil.

Prix Relay 1989
- 1991 : L’Expédition, Seuil.
- 1998 : Paramour, Seuil.
- 2000 : Le Rire de l'ange, Seuil.
- 2005 : Le Voyage d’Anna, Seuil. Prix Jackie-Bouquin.
- Le Rire de la grenouille : Petit traité de philosophie artisanale, Paris, Carnets Nord, 2008, 220 p. (ISBN 978-2-35536-012-1)
- L’Homme qui voulait voir Mahona, Paris, Albin Michel, 2008, 308 p., 23cm (ISBN 978-2-226-18232-6)
- L’Enfant de la neige, Paris, Albin Michel, 2011, 279 p., 23cm (ISBN 978-2-226-23156-7)
- Le Roman de Louise (ill. Pedrô), Paris, Albin Michel, 2014, 256 p., 21cm (ISBN 978-2-226-25803-8)Grand prix de l'héroïne Madame Figaro
- Les Voyageurs de l’aube, Paris, Albin Michel, 2015, 250 p., 21cm (ISBN 978-2-226-31932-6)
- Le Jour où Félicité a tué la mort, Paris, Albin Michel, 2019, 256 p. (ISBN 978-2-226-32867-0)
- J'ai pas fini mon rêve, Paris, Albin Michel, 2020, 256 p.  (ISBN 9782226443670)
- La Confrérie des innocents, Albin Michel, 2021

### Contes et nouvelles
- Henri Gougaud (ill. Philippe Lorin), Contes du vieux moulin, Tournai, Casterman, coll. « Plaisir des contes », 1968, 62 p. (LCCN 73430298)
- Henri Gougaud (ill. Yann de Renty), Contes de la Huchette, Tournai, Casterman, coll. « Plaisir des contes », 1973, 60 p. (LCCN 4178782)
- L'Arbre à soleils : légendes du monde entier, Paris, Seuil, 1979, 379 p. (ISBN 2-02-005232-6, LCCN 80461841)
- L'Arbre aux trésors : légendes du monde entier, Paris, Seuil, 1987, 383 p. (ISBN 2-02-009598-X, LCCN 202009598X)
- L'Arbre d'amour et de sagesse : contes du monde entier, Paris, Seuil, 1992, 359 p. (ISBN 2-02-012073-9, LCCN 92228304)
- La Bible du hibou : contes fantastiques, Paris, Seuil, 1993, 321 p. (ISBN 2-02-019983-1, LCCN 94160376)
- Le Livre des amours : Contes de l'envie d'elle et du désir de lui, Paris, Seuil, coll. « La mémoire des sources », 1996, 262 p. (ISBN 9782020361941, LCCN 00697684)
- Henri Gougaud (ill. Marc Daniau), Contes d'Afrique, Paris, Seuil, 1999, 151 p., 23cm (ISBN 2-02-030702-2, LCCN 00298726)
- Henri Gougaud (ill. Laura Rosano), Contes du Pacifique, Paris, Seuil, 2000, 88 p., 23cm (ISBN 2-02-030701-4)
- Henri Gougaud (ill. Olivier Besson), Contes d'Afrique, Paris, Seuil, 2001, 147 p., 23cm (ISBN 2-02-040751-5)
- Henri Gougaud (ill. Marc Daniau), Contes d'Europe, Paris, Seuil, 2002, 151 p., 23cm (ISBN 2-02-048611-3)
- L'Amour foudre : Contes de la folie d'aimer, Paris, Seuil, 2003, 215 p., 21cm (ISBN 2-02-037510-9, LCCN 2003506796)
- Henri Gougaud (ill. Blutch), Contes d'Amérique, Paris, Seuil, 2004, 146 p., 23cm (ISBN 2-02-068158-7)
- Contes des sages soufis, Paris, Seuil, 2005, 195 p., 18cm (ISBN 2-02-068729-1)
- Henri Gougaud (ill. Laura Rosano), Contes amoureux, Paris, Points, 2007, 330 p., 18cm (ISBN 978-2-7578-0632-6)
- Le Livre des chemins : contes de bon conseil pour questions secrètes, Paris, Albin Michel, 2009, 471 p., 22cm (ISBN 978-2-226-19411-4, LCCN 2009662233)
- Petits contes de sagesse pour temps turbulents, Paris, Albin Michel, coll. « Le club », 2013, 240 p., 20cm (ISBN 978-2-226-24833-6)
- Devine ! : énigmes & devinettes pour tous les âges de la vie, Paris, Silène, coll. « Les carnets », 2013, 155 p., ill., 16cm (ISBN 978-2-913947-10-8)
- La Clé des cœurs : contes et mystères du pays amoureux, Paris, Albin Michel, 2017, 404 p. (ISBN 978-2-226-32866-3)
- Contes de sagesse pour temps perturbés, Paris, éditions du Relié, , coll. "Le Relié poche", 2020, 233 p., 17,7 cm  (ISBN 978-2-35490-233-9)

### Récit
- Les Sept Plumes de l'aigle, récit de vie de Luis Ansa, Seuil, 1995.
- Le Secret de l'aigle, avec Luis Ansa, Albin Michel, 2000, 2008

### Œuvres collectives ou dirigées
- Paroles de chamans, Albin Michel, 1997.
- Le Murmure des contes, entretiens avec Bruno de La Salle et Isabelle Sauvage, Desclée de Brouwer, 2002.

### Œuvres diverses
- Montségur, reportage avec des photos de Guy Caujolle, Bélibaste, 1969.
- Poèmes politiques des troubadours, Bélibaste, 1969.
- Nous voulons vivre en communauté, Bélibaste, 1971.
- Voir le Maroc, reportage avec Colette Gouvion, Hachette Réalités, 1973.
- Les Animaux magiques de notre univers, essai, Solar, 1973.
- Démons et merveilles de la science-fiction, essai, Julliard, 1974.
- Voir l'Égypte, reportage avec Colette Gouvion, Hachette Réalités, 1976.
- Voir la France, reportage avec Colette Gouvion, Hachette Réalités, 1976.
- Souvenirs invivables, poèmes, chansons, textes en prose, Ipomée, 1977.
- La Chanson de la croisade albigeoise, traduction, Livre de Poche, collection Lettres Gothiques, 1989.
- Apprenez à rêver en 10 leçons faciles, Syros-alternatives, 1991.
- Vivre le pays cathare, reportage avec des photos de Gérard Siöen, Mengès, 1992.
- Les Dits de Maître Shonglang, Seuil, 1997.
- Les Cathares et l'éternité, essai, Bartillat, 1997.
- La Conférence des oiseaux, adaptation du texte de Farid al Din Attar, d’après la traduction du persan par Manijeh Nouri-Ortega, Seuil, 2002.
- Contes et recettes du monde, avec des recettes de Guy Martin, illustré par Hervé Tullet, Seuil, 2003.
- L'Almanach, Éditions du Panama, 2006.
- Le Rire de la grenouille, petit traité de philosophie artisanale, Carnets Nord (2008).
- Abécédaire amoureux - En amour, le vaillant est celui qui dépose les armes, Albin Michel, 2010.
- Le Roman de Louise, sur Louise Michel, Albin-Michel 2014.

### Discographie chansons (albums)
- 1964 : Mes cinq sens (25 cm)
- 1965 : Espagne (25 cm)
- 1965 : 12 chansons françaises
- 1968 : La Fête
- 1972 : Chante les troubadours - Chants d'amour et de colère occitans
- 1973 : Chansons pour la ville, chansons pour la vie
- 1974 : Lo Pastre de paraulas - Le Berger des mots (en occitan sauf 1 titre en français)
- 1976 : La Dérive
- 2023 : J'ai pas fini mon rêve (Compilation : coffret 5CD intégrale des 111 enregistrements)

### Discographie textes et contes (albums)
- 1979 : Le Grand Parler celte (cassette audio Radio France, réédition 1988)
- 1980 : Le Grand Parler africain
- 1980 : Le Grand Parler d'Asie
- 1990 : Les Plus Anciennes Légendes de l'humanité
- 1992 : Le Langage obscur - Contes du monde entier (en public)
- 1993 : Le Grand Parler de la Grèce antique
- 1995 : Contes des pays du monde - Le Grand Parler